# Kontradiktion
Kontradiktion. Två påståenden är kontradiktoriska, om de av logiska grunder inte båda kan vara sanna och ej heller båda falska. I formella system som satslogik och predikatlogik, är en kontradiktion en formel, som är falsk oberoende av dess variablers sanningsvärden, exempelvis satsen: P {\displaystyle \land } {\displaystyle \neg } P, det vill säga: P och icke P. Symbolen för kontradiktion är ⊥ och kallas "falsum".
Ett exempel på två kontradiktoriska påståenden är: "Några svanar är vita"  och "Ingen svan är vit".
Begreppet konträr har inte samma betydelse som begreppet kontradiktorisk. Två påståenden är konträra, om de av logiska grunder inte båda kan vara sanna, men båda vara falska. Exempelvis : "Alla svanar är vita" och "Ingen svan är vit". 